# Малаховські
Малаховський  — польський шляхетського роду 

## ГербуНаленч

Герб Наленч.

Польський шляхетський рід. Походить з XVI ст. Був представлений у Сєрадзькому воєводстві.
- Миколай Малаховський — секретар короля Сігізмунда II Авґуста, дружина — Зофія, донька белзького каштеляна Яна Гербурта
- Анджей Малаховскі  — староста Смотрицький, перший чоловік Констанції Данилович[2]
- Ян Малаховський (1623—1699) — єпископ хелмінський (1676–1681) і краківський (1681–1699); референдар коронний (1666–1676, підканцлер коронний (1679–1681).

- Станіслав Малаховський — граф Священної Римської імперії.
  - Ян Малаховський (1698–1762) — великий канцлер коронний (1746–1762).
    - Яцек Малаховський (1737–1821) — великий канцлер коронний (1786–1793), граф (з 1800).
- Адам Малаховський
  - Пйотр Малаховський — краківський воєвода.
- Граф Пйотр Малаховський видав список дворянських родів Польщі (1790)

Графський герб (1800)
Великий графський герб (1804)

## ГербуГжимала
Походить з кінця XIV ст. Був представлений у Плоцькому воєводстві.

## ГербуГриф
Походить з XVI ст. Був представлений у Краківському воєводстві. Внесений в VI ч. родосл. кн. Подільської губернії.

## ГербуПрус II
Походить з початку XVII ст.

### Представники
- Іван (Малаховський) — греко-католицький єпископ; з 1669 року єпископ Перемиський, Самбірський і Сяноцький
- Петро (Пйотр) Малаховський з Вілянова — староста станіславівський, черніївський; підписався з Вілянова 1632 року
- Ян — діяч у Равському воєводстві